# Maxim Kirowitsch Ammossow

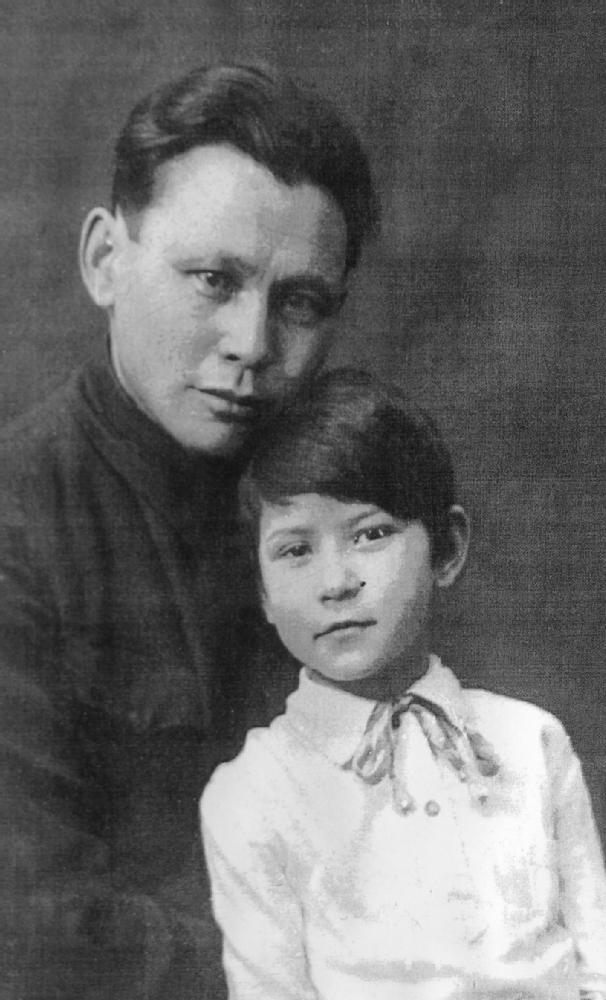
Maxim Ammossow mit seiner Tochter Aelita

Maxim Kirowitsch Ammossow (russisch Макси́м Ки́рович Аммо́сов; * 10. Dezemberjul. / 22. Dezember 1897greg. in Chatyrykski Nasleg, Oblast Jakutsk, Russisches Kaiserreich; † 28. Juli 1938 in Moskau) war ein jakutisch-sowjetischer Staatsmann und Funktionär der Kommunistischen Partei. Er war 1922 einer der Gründerväter der Jakutischen Autonomen Sozialistischen Sowjetrepublik und von 1925 bis 1928 der Vorsitzende des Rates der Volkskommissare in Jakutien. Im Zuge der Stalinschen „Großen Säuberung“ wurde er 1938 hingerichtet.

## Leben
Maxim Ammossow wurde 1897 im Namski rajon Jakutiens als Sohn von Kir Wassiljewitsch Ammossow und dessen Frau Anastassia Leontjewa geboren. Weil die Familie sehr arm war, wuchs er ab seinem 4. Lebensjahr bei einem Onkel väterlicherseits auf. Ammossow besuchte die städtische Schule in Jakutsk und von September 1914 bis Februar 1918 das dortige Lehrerseminar. In einem von Jemeljan Jaroslawski organisierten Untergrundkreis kam er 1916 mit marxistischen Ideen in Berührung und wurde Mitglied der Sozialdemokratischen Arbeiterpartei Russlands (Bolschewiki). Ab 1917 nahm er aktiv an revolutionären Aktionen teil. Nach der Februarrevolution 1917 wurde er Sekretär des Exekutivbüros des Jakutsker Komitees für öffentliche Sicherheit. Er wurde verhaftet und ins Gouvernement Tomsk verbannt. Nach der Errichtung der Sowjetmacht in Jakutsk am 1. Juli 1918 war er Sekretär des Exekutivkomitees des Jakutsker Sowjets der Arbeiterdelegierten und Volkskommissar für Bildung. Bereits im August 1918 fiel Jakutsk an die Weiße Armee. Ammossow wurde erneut festgenommen und im Oktober verbannt. Er arbeitete im Untergrund in Tomsk, Irkutsk und Tscheljabinsk gegen das Regime Alexander Koltschaks und kehrte im Mai 1919 nach Jakutien zurück.
Im März 1920 wurde Ammossow vom Sibirischen Büro des Zentralkomitees der Kommunistischen Partei (Bolschewiki) beauftragt, die Parteiorganisation in Jakutien aufzubauen. Das Sibirischen Revolutionskomitee übertrug ihm die Organisation der Sowjetmacht in Jakutien. Gemeinsam mit Issidor Nikiforowitsch Barachow (1898–1938) spielte er die entscheidende Rolle bei der Gründung der Jakutischen Autonomen Sozialistischen Sowjetrepublik (JASSR) im April 1922. Von März bis August 1923 war Ammossow Volkskommissar für Handel und Industrie der JASSR und von August 1923 bis Juli 1925 ständiger Vertreter der JASSR im Präsidium des Allrussischen Zentralen Exekutivkomitees in Moskau. Ab Juni 1925 war er Vorsitzender des Rates der Volkskommissare der JASSR und ab März 1927 zusätzlich Vorsitzender des Zentralen Exekutivkomitees der JASSR. Ammossow initiierte eine großangelegte Expedition der Akademie der Wissenschaften der UdSSR, die von 1925 bis 1930 die wirtschaftlichen Möglichkeiten Jakutiens untersuchte und zur Erschließung von Goldminen, zum Bau von Straßen und beispielsweise zur Entwicklung des Luftverkehrs in Jakutien führte.
Als Ammossow die veränderte Nationalitätenpolitik der Kommunistischen Allunions-Partei (Bolschewiki) nicht mittragen wollte, wurde er im August 1928 – wie auch Barachow und Stepan Wassiljew (1896–1943) – seiner Ämter enthoben und nach Moskau zurückbeordert. Er wurde zum Instrukteur des Zentralkomitees der Partei ernannt und mit der Überwachung der Aktivitäten der Parteiorganisationen in Usbekistan, Turkmenistan, Kasachstan und Kirgisistan betraut. Von September 1930 bis Februar 1932 studierte er am Institut der Roten Professur. Anschließend war er nacheinander Erster Sekretär verschiedener Oblastkomitees der Kommunistischen Partei in Kasachstans und Kirgistan. Sechs Monate nach der Gründung der Kirgisischen Sozialistischen Sowjetrepublik wurde er am 16. Juni 1937 zum Ersten Sekretär des Zentralkomitees der Kommunistischen Partei Kirgistans gewählt. In seiner kurzen Zeit in Frunse versuchte er, Personen, die Repressalien im Zuge der Stalinschen „Großen Säuberung“ ausgesetzt waren, zu schützen. Unter dem Vorwurf des „bürgerlichen Nationalismus“ wurde Ammossow nach den Feierlichkeiten anlässlich des 20. Jahrestages der Oktoberrevolution seiner Parteifunktion enthoben und am 16. November 1937 verhaftet. Am 28. Juli 1938 wurde er nach Artikel 58 des Strafgesetzbuches der RSFSR vom Militärkollegium des Obersten Gerichts der UdSSR zum Tod durch Erschießen verurteilt. Das Urteil wurde am selben Tag vollstreckt. Ammossow wurde in Kommunarka begraben. Durch Beschluss des Militärkollegiums des Obersten Gerichts der UdSSR vom 7. März 1956 wurde er posthum rehabilitiert.
Ammossow wird in der Republik Sacha der Russischen Föderation als einer der Gründerväter der Jakutischen ASSR verehrt. In Jakutsk und in Chatyrykski Nasleg gibt es ihm gewidmete Museen. Sein Andenken wird auch dadurch geehrt, dass die Nordöstliche Föderale Universität in Jakutsk seit 1990 seinen Namen trägt. In Jakutien sind Straßen, Schulen und Kulturhäuser nach ihm benannt. Denkmäler gibt es in Jakutsk, Nerjungri und Namzy in Jakutien sowie in der kirgisischen Hauptstadt Bischkek.

## Familiäres
Maxim Ammossow war zweimal verheiratet. Die Ehe mit Natalja Dmitrijewna Kulitschkina zerbrach, nachdem der 1915 geborene Sohn Dmitri bereits im Säuglingsalter gestorben war. Am 2. Oktober heiratete Ammossow Raissa Israilewna Zugel (1902–1973). Das Paar hatte die Töchter Aelita (1924–1991), Jana (1931–2000) und Lena (1937–2017).